# Sensei
Sensei (先生) és el terme japonès que designa un mestre o un doctor. Fora del Japó s'utilitza, sobretot, en el món de les arts marcials, el budisme zen i en la cultura otaku. Literalment sensei significa 'el que ha nascut abans', a partir dels caràcters kanji sen (先, 'abans') i sei (生, 'néixer', 'vida').
Segons els japonesos tradicionals se l'anomena així perquè l'única diferència que hi ha entre un alumne i un mestre és que aquest simplement ha nascut abans i per això pot ensenyar.